# Khan Bebin
Khān Bebīn (farsi خان‌ببین) è una città dello shahrestān di Ramyan, circoscrizione di Fenderesk, nella provincia del Golestan. Aveva, nel 2006, una popolazione di 10.435 abitanti. 